# Castelo de Moura
O Castelo de Moura, no Alentejo, localiza-se na freguesia de Moura (Santo Agostinho e São João Baptista) e Santo Amador, município de Moura, distrito de Beja, em Portugal.
Erguido em posição dominante sobre a vila, na confluência da ribeira de Brenhas com a ribeira de Lavandeira, tributárias do rio Ardila, à margem esquerda do rio Guadiana, inscreve-se atualmente em área de Reserva Natural. A sua defesa era complementada, a partir do século XIII, pelas atalaias da Cabeça Gorda, da Cabeça Magra, de Porto Mourão e de Alvarinho. Esta vila está ligada à História do Brasil pela ação do Regimento de Moura, em tempos coloniais.
O Castelo de Moura está classificado como Imóvel de Interesse Público desde 1944.

## História

### Antecedentes
Acredita-se que a primitiva ocupação humana deste sítio remonte a um castro da Idade do Ferro, sucessivamente ocupado pelos Romanos, pelos Visigodos e pelos Muçulmanos, quando alcançou expressão regional como capital da província de Al-Manijah, conforme os diversos testemunhos arqueológicos atualmente recolhidos ao Museu Municipal de Moura. A construção da fortificação Muçulmana, em taipa, datará dos meados do século XI ao início do século XII, da qual nos chegaram alguns vestígios, como a chamada Torre da Salúquia.

### O castelo medieval
À época da Reconquista cristã da Península Ibérica, a povoação foi inicialmente conquistada, em 1166, pelos irmãos Pedro e Álvaro Rodrigues e perdida quase de seguida. Foi, ainda em 1166, conquistada por Geraldo Sem Pavor, tendo depois disso, e até ao reinado de D. Dinis, sido perdida e reconquistada mais quatro vezes.
Recebeu Carta de Foral outorgada por D. Afonso Henriques (1112-1185) em 1171. O foral da vila seria confirmado, em 1217, por D. Afonso II (1211-1223). O definitivo domínio cristão da região, entretanto, só seria alcançado a partir de 1232.
Sob o reinado de D. Dinis (1279-1325), a povoação recebeu nova Carta de Foral (9 de Dezembro de 1295, privilégio estendido à comunidade moura em 1296 e renovado em 1315), procedendo-se a reconstrução do castelo, aproveitando-se as antigas muralhas muçulmanas. Para esse fim a Ordem de Avis fez doação de um terço das rendas das igrejas de Moura e Serpa para "refazimento e mantimento dos alcáceres dos ditos castellos" (1320). Para complemento das obras empreendidas nos castelos de Moura e de Serpa, foi erguida neste período uma linha de torres de vigilância cobrindo a raia, das quais sobrevive a Atalaia da Cabeça Magra.
Na segunda metade do século XIV, sob o reinado de D. Fernando (1367-1383), iniciou-se uma segunda cerca amuralhada, envolvendo os novos limites da povoação, aumentados. Quando de seu falecimento, abrindo-se a crise de 1383-1385, a vila e seu castelo tomaram partido por D. Beatriz e João I de Castela até à época da batalha de Aljubarrota.
Sob o reinado de D. Manuel I (1495-1521), a vila e seu castelo encontram-se figurados por Duarte de Armas (Livro das Fortalezas, c. 1509), com destaque para a Torre de Menagem rodeada por muralha torreada, onde se rasga o portão em arco apontado, enquadrado por alfiz e heráldica. Em 1512, o soberano outorgou o Foral Novo à vila. Por essa época seriam iniciadas obras de modernização das suas defesas com risco de Francisco de Arruda. Mais tarde, ainda neste período, seria iniciado, por D. Ângela de Moura, em 1562, o convento feminino de São Domingos, no interior da cerca, sobre as fundações da antiga mesquita.

### Da Guerra da Restauração aos nossos dias
No contexto da Guerra da Restauração da independência portuguesa, o Conselho de Guerra de D. João IV (1640-1656), determinou a modernização e reforço da antiga fortificação, dada a sua posição estratégica na fronteira com a Espanha. Desse modo, com projeto a cargo de Nicolau de Langres, foi erguida uma linha abaluartada, envolvente da povoação, reforçada por revelins. É ainda, deste período, o chamado Edifício dos Quartéis, originalmente um conjunto de casernas integrado pela Capela do Senhor Jesus dos Quartéis em uma das extremidades.
Ocupada durante a Guerra de Sucessão da Espanha, fizeram-se explodir as muralhas de Moura (danificando parte da Torre da Salúquia), na seqüência da retirada das forças espanholas sob o comando do duque de Ossuna (1707). Nesse século sofreu novos danos por conta do terramoto de 1755.
Desguarnecida a partir de 1805, entre 1809 e 1826 os antigos muros de taipa do castelo foram usados como matéria prima para o fabrico de salitre. Posteriormente, em 1850, José Pimenta Calça fez demolir o troço Oeste do muro da alcáçova, para dar lugar ao lagar de Vista Alegre.
As ruínas do Convento das freiras Dominicanas e Igreja anexa encontram-se classificados como Imóvel de Interesse Público por Decreto publicado em 27 de Março de 1944. Ao final da década de 1950 iniciou-se a intervenção do poder público, através da Direcção-Geral dos Edifícios e Monumentos Nacionais (DGEMN), estendendo-se pelas duas décadas seguintes. Em 1981 foram procedidas sondagens arqueológicas no interior do perímetro do conjunto, tendo se procedido a trabalhos de reparo e recuperação em 1982 e entre 1985 e 1986. Mais recentemente, em 2002, foram procedidos trabalhos de valorização paisagística do entorno do castelo.
Recomenda-se a visita ao Museu Árabe, erguido em torno do antigo poço que abastecia o castelo.

## Características
Sobre uma elevação calcário, na cota de 184 metros acima do nível do mar, o castelo compõe-se por alcáçova e barbacã de planta ovalada, com as dimensões máximas de 200 x 100 metros. Em seu interior localizam-se as ruínas do Convento de Freiras Dominicanas de Nossa Senhora da Assunção (abandonado desde 1875) e da igreja anexa, erguidos a partir de 1562 no local da primitiva Igreja Matriz, junto à entrada da alcáçova, para onde se volta a fachada da igreja. Esta é de planta rectangular e nave única, nela se destacando o túmulo, em estilo manuelino, de Pedro e Álvaro Rodrigues, supostos conquistadores de Moura aos muçulmanos em 1166, e protagonistas da lenda de fundação da vila.
A alcáçova é acessada por uma porta em cotovelo, a Sudeste. O conjunto é dominado pela torre de menagem, dionisina, de planta quadrada. Ladeando-a, identificamos a base maciça de outra torre, menor, e ainda um cubelo circular, na junção com a muralha exterior. Tanto a torre de menagem, quanto o cubelo apresentam merlões prismáticos piramidais. Em alguns trechos da muralha ainda subsiste o adarve. A cerca externa é reforçada por torres de planta quadrangular e circular. No século XIX uma das torres foi adaptada a Torre do Relógio.
A torre de menagem, em estilo gótico, maciça na parte inferior, tem no segundo pavimento uma sala de planta octogonal (Sala dos Alcaides) coberta por abóbada em cruzaria de ogivas, assente em oito colunas de fuste delgado.
A linha abaluartada do século XVII apresenta planta no formato estrelado, com muro rampante (em alambor), originalmente cercado por fosso, hoje quase que totalmente encoberto.

## A lenda da moura Salúquia
A lenda remonta ao tempo em que a povoação foi conquistada aos mouros pelos cristãos, tendo por testemunho a antiga torre junto do atual Jardim Dr. Santiago e perpetuada no brasão de armas da vila.
A bela Salúquia era filha do governador muçulmano da região, Abu Hassan e estava noiva de um jovem que por ele fora nomeado alcaide do castelo. Dia após dia, debruçada do alto de uma das torres, aguardava ansiosamente a chegada do seu noivo, que partira para combater os cristãos. Estes, porém, avançando à conquista da povoação fizeram uma emboscada ao jovem mouro e mataram-no, assim como aos seus companheiros. Vestiram os seus trajes e com este ardil conseguiram que lhes abrissem as portas do castelo. Percebendo o embuste, a bela moura Salúquia, preferindo a morte a ser escrava e cativa dos cristãos, atirou-se da torre, acompanhando na morte o amado. E assim se explica a origem do nome Moura.